# Château du Mont-Renaud
Le château du Mont-Renaud est situé sur le territoire de la commune de Passel, dans le département de l'Oise.

## Historique

### La chartreuse de Mont-Saint-Louis
Gérard de Villars, commandeur d'Éterpigny, vendit au début du XIVe siècle à Renaud de Rouy, trésorier de Philippe le Bel, le mont Hérimont. Rouy y installa une communauté de chartreux. Devenue fondation royale par une charte de 1310, elle prit pour patron saint Louis. Quant à elle, la communauté s'appela la chartreuse de Mont-Saint-Louis, puis du Mont-Renaud, du nom du fondateur. 
Au cours des XVIe et XVIIe siècles, la chartreuse a fait l'objet d'importants travaux de reconstruction. 
Déclaré bien national au début de la  Révolution française, elle fut mise en vente et subit de très importants dommages.
Une paire de statues en provenance de la chartreuse se trouve conservée au musée départemental de l'Oise. On retrouve aussi quelques éléments de boiseries à la cathédrale Notre-Dame de Noyon.

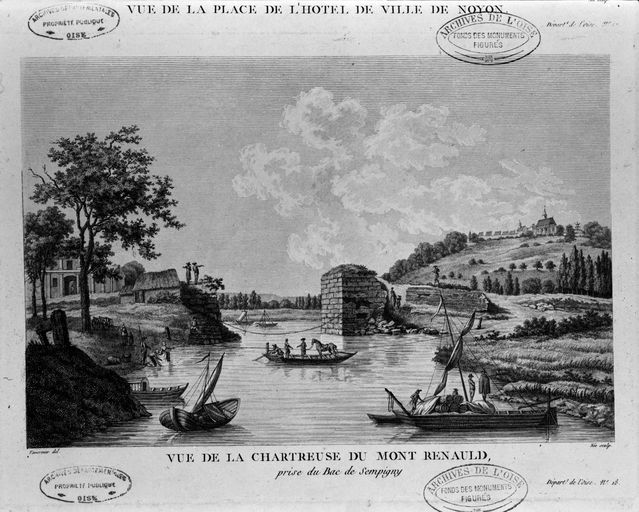
Vue de la vallée de l'Oise sur le mont-Renaud.
Tavernier de Jonquières (avant 1789).

### Le château
Entre 1804 et 1805, alors propriété d'un certain M. Boileau, l'ancienne chartreuse est transformée par l'architecte François-Tranquille Gauché (1766-1846), ancien élève de Charles De Wailly, occupé aussi à l'École polytechnique où il était proche collaborateur de Jean-Nicolas-Louis Durand comme répétiteur d'architecture. Gauché a fait de l'ancienne chartreuse « un palais, entouré de ruines très pittoresques et de jardins délicieux. ».
En 1818, la chartreuse est remplacée par un château avec colombier et fabrique de jardin. Le château fut modifié et une ferme fut construite vers la fin du XIXe siècle.
Du château subsiste l'aile droite, réhabilitée après les combats de la guerre 1914-1918.